# Como La Flor
Giống như hoa (Como La Flor), là một bài hát Tejano của ca sĩ Selena. Bài hát đã được xếp số 1 trên bảng xếp hạng Billboard Mỹ. Bài hát đã trở thành bài hát của Selena chữ ký vào năm 1992. Các đơn bao gồm các ca khúc "La Caracha". Các đơn là thứ ba phát hành đĩa đơn từ album Entre A Mi Mundo. Bài hát được bao gồm trong tất cả các hoạt động sống của Selena, bắt đầu vào năm 1992. Bài hát Como La Flor đã được viết bởi anh trai của Selena, AB Quintanilla III, và một trong những thành viên trong ban Selena y Los Dinos của, Ricky Vela.